# Hot Wheels
Hot Wheels es una marca de línea de automóviles de juguete a escala de la firma estadounidense de juguetes Mattel, introducida en 1968. Destaca por sus diseños llamativos y detalles en los automóviles. Estos juguetes son elaborados a presión con plástico y metal, así como con pintura que tiene acabados similares a los de los coches de producción real y elaborados con base en los planos de distintos fabricantes.
Su principal competidor fue Matchbox hasta 1997, cuando Mattel compró Tyco Toys, el entonces propietario de Matchbox. Con el tiempo, los vehículos se han convertido en un objeto de coleccionismo para todas las edades y se han producido modelos de edición limitada y de películas, videojuegos, caricaturas y series animadas.
Es uno de los juguetes más famosos del mundo con más de 6 mil millones de unidades. Parte de su éxito se debe a que desde su origen su precio se mantiene en 1.35 dólares en promedio. Las ventas superaron los 16 millones en el primer año y apenas han disminuido desde entonces.
Mattel ha producido más de 3000 millones de vehículos, superando la producción combinada de los tres grandes fabricantes de automóviles. Se han fabricado más de 800 modelos y 11000 variaciones de Hot Wheels, y según Mattel se producen casi 17 unidades  por segundo y cerca de 519 millones por año. Se venden ocho unidades por segundo.
Además de los propios automóviles, Mattel produce un conjunto de pistas de carreras (se vende por separado), de las cuales fabrica 9.656 km cada año. Aunque se actualizaría a lo largo de los años, la pista original consistía en una serie de secciones de carretera de color naranja brillante (unidas para formar una pista de carrera circular y alargada), con uno (o, a veces, dos) "súper cargadores" (estaciones de servicio falsas a través de los cuales los autos pasaron por las vías, con ruedas giratorias a batería, que impulsarían a los automóviles a lo largo de las vías).
Los autos de Hot Wheels usan neumáticos anchos de plástico duro que crean mucho menos fricción y se guían con mayor suavidad que las ruedas estrechas de metal o plástico utilizadas en los Matchbox contemporáneos. Los Hot Wheels fueron diseñados para rodar fácilmente y a altas velocidades, lo que fue una gran innovación en ese momento.
Más que un juguete, la marca ha evolucionado en una exitosa franquicia que ofrece a los fanes experiencias ilimitadas de juego con plataformas digitales, alianzas automotrices, experiencias de marca, así como licencias de ropa.

## Historia

### Orígenes
Mattel se crea en San Diego en 1945, siendo sus fundadores Elliot Handler y Harold Mattson.
En 1963 surge la idea de crear una línea de juguetes especializada en vehículos cuando Ruth Handler, la creadora de Barbie pidió a Jack Ryan, jefe de desarrollo de Mattel y quien provenía de la industria aeroespacial, que pensara cómo dar vida a esos automóviles. Pero fue hasta 1968 cuando aparece la primera línea de carros con 16 modelos gracias a que Elliot Handler contrató al exdiseñador de General Motors Harry Bradley. El tamaño escogido fue de 1:64 y se presentaron en la Feria de Juguetes de Nueva York con un modelo a escala del Chevrolet Camaro. Un sistema icónico de pistas naranjas que se mantiene en la actualidad, siempre ha sido parte de la línea de juguetes. El primer conjunto de pistas se vendió junto con los vehículos originales, y fue diseñado por la ingeniera de Mattel Marjorie Ann M. Smith, también conocida como 'Margie', en 1967. Los autos Hot Wheels fueron diseñados para rodar fácilmente y a altas velocidades, lo que fue una gran innovación en ese momento. La primera asociación de Hot Wheels con un fabricante de automóviles fue con la marca Chevrolet de General Motors. Desde entonces, ha habido un modelo de Hot Wheels para casi todos los autos fabricados.

### 1968 Sweet Sixteen
Inicia la producción en California y luego, al final del año en Hong Kong. 
Es la primera línea de producción de Hot Wheels para 1968. La línea consta de los siguientes 16 modelos:
▪ Beatnik Bandit ▪ Custom El Dorado ▪ Custom Camaro ▪ Custom Corvette
▪ Custom Fleetside ▪ Deora ▪ Custom Mustang ▪ Custom T-Bird

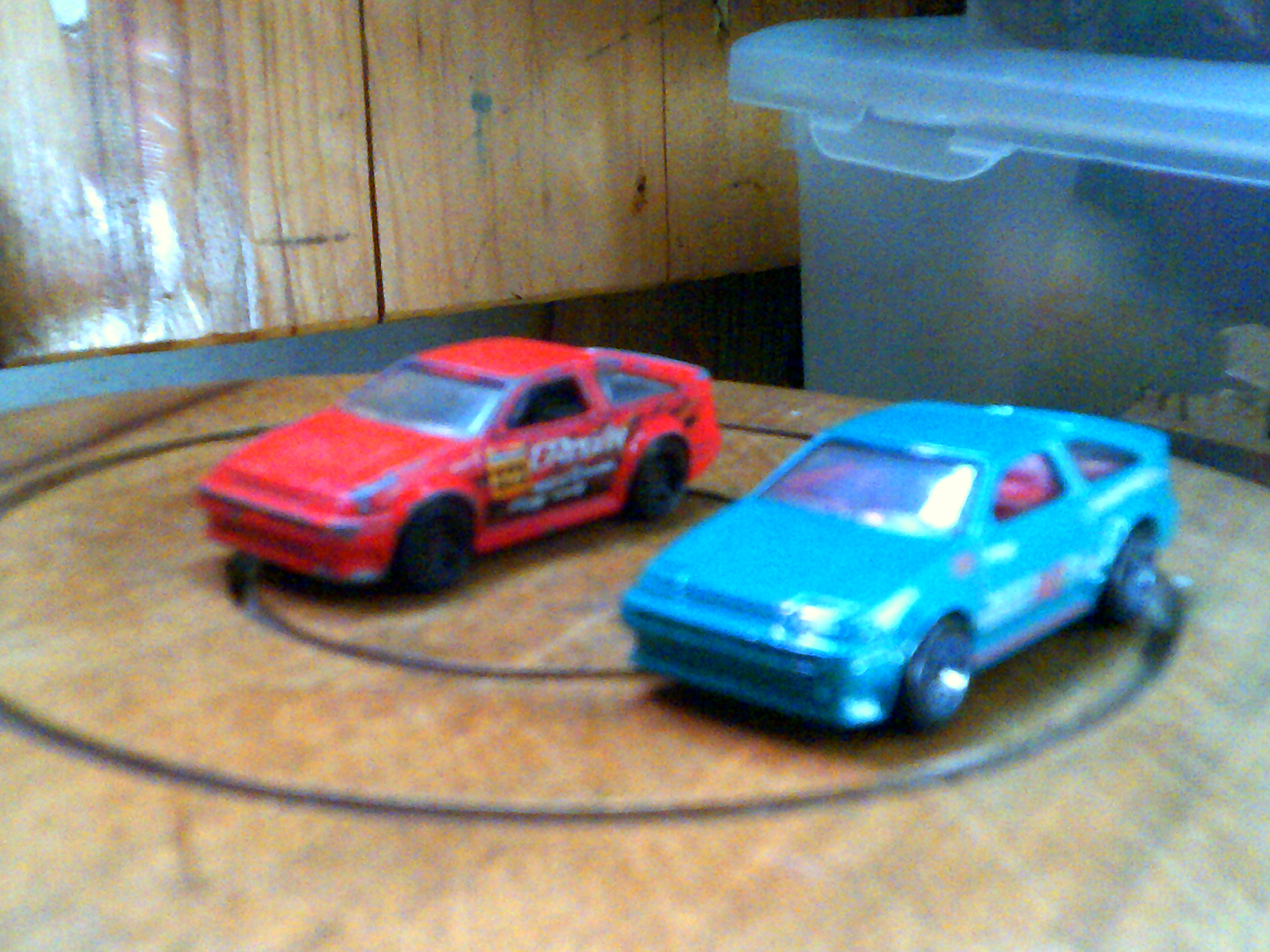
Dos Toyota AE-86 Corolla

▪ Hot Heap ▪ Ford J-Car ▪ Custom Cougar ▪ Custom Firebird
▪ Custom Barracuda ▪ Python (también conocido como Cheetah) ▪ Silhouette ▪ Custom Volkswagen
Red Line son los fabricados dentro de los primeros diez años de producción, de 1968 a 1977. Durante ese período, los automóviles fueron fabricados con una franja roja en el neumático a excepción de algunos modelos (Rail Dragsters de 1971, las dos motocicletas de 1975 y algunos de los vehículos militares).
1969 Beach Bomb
Con el éxito de la marca Hot Wheels, lanza 24 nuevos modelos y aparece el modelo Beach Bomb, este modelo inicialmente se pensó como un vehículo VW Tipo 2 y tenía dos tablas de surf, pero debió ser modificado por los diseñadores Howard Rees y Larry Wood debido a que no rodaba de la mejor manera en las pistas de Hot Wheels apareciendo una nueva versión de este modelo icónico, cuyo original solo existen 40 ejemplares conocidos en el mundo, y es el más costoso de la marca. En el Petersen Automotive Museum en Los Ángeles había un Beach Boom rosa en su exhibición Hot Wheels, que se mostraba solo en una plataforma giratoria bajo un vidrio. El Club de coleccionistas de Hot Wheels lanzó una nueva versión actualizada de la bomba de carga trasera en 2002 como una edición limitada.
Harry Bentley Bradley había renunciado a Mattel para volver a la industria automotriz. Recomendó a Ira Gilford. Gilford, que acababa de abandonar Chrysler, aceptó rápidamente el trabajo de diseñar los siguientes modelos de Hot Wheels. Algunos de los mejores autos de Hot Wheels, como Twin Mill y Splittin 'Image, vinieron del tablero de dibujo de Ira Gilford. El éxito de la línea de 1968 se consolidó y se consolidó con los lanzamientos de 1969, con los que Hot Wheels se estableció efectivamente como la marca más popular de modelos de autos de juguete pequeños en los Estados Unidos. Splittin 'Image, Torero, Turbofire y Twin Mill formaron parte de la serie "Show & Go" y son los primeros diseños originales de Hot Wheels. También se lanza una colección Grand Prix.
1970 Mongoose & Snag Race
Hot Wheels se convierte en uno de los primeros patrocinadores de carreras de resistencia fuera de la industria automotriz y en 1970 introduce el set de carreras Mongoose & Snag Race. Este set incluía casi 10 metros de pista color naranja, dos loopings daredevil, y paracaídas en los autos para disminuir la velocidad. Las colecciones fueron Club Kit, Grand Prix, Heavywheights y Hot Wheels (donde aparece por primera vez el Red Baron), Sky Show, y Spoilers. Aparecen los modelos de Ferrari en Hot Wheels. Se introducen los Multipacks, paquetes de 2, 3,45.6.10 y 20 modelos.
1971 Heavywheights
En 1970 y 1971 aparece la serie Heavywheights que eran camiones futuristas con un accesorio de plástico en la espalda fueron diseñados principalmente por Ira Gilford y, a veces, con la ayuda de Larry Wood.
Series Hot Wheels Series, Heavywheights, Moongose vs Snake, y Spoilers.
1972 de series a temas
Hasta ese año la marca organizó sus autos por series (1968 a 1972) luego sería por Temas (1973 a 1989), Collectors Numbers (1989 a 1994) y actualmente en Segmentos, Primeras Ediciones, Treasure Hunts.

### Temas
1973 Pintura Esmalte
Reemplazo de tonos Spectraflame con tonos Esmalte.
Series: Hot Wheels Series, Shell Promo.
1974 Flying Colors
Elliot Handler y su equipo de diseñadores reinventan el proceso de pintura, llamado ‘tampo’, revolucionando la línea Hot Wheels con gráficos más detallados y colores más brillantes. ‘Flying Colors’ es la primera colección llevada al mercado con este proceso. Otras empresas de juguetes copian rápidamente esta innovación de Mattel.
Series: Flying Colors, 
1975 primeras motocicletas
Larry Wood, diseñador de Hot Wheels, diseña el Hot Wheels Ramblin’ Wrecker y pone su número telefónico en el prototipo. Por error, el producto final llega a las tiendas con el número de teléfono de Larry. Después de que centenares de niños y fanes lo llamaron, el número fue removido de las siguientes versiones.
Este mismo año, Hot Wheels introduce motocicletas y vehículos de guerra a su línea de productos.
Series: Flying Colors,
1976
Series: Flying Colors
1977
Series: Flying Colors que terminaría en 1978.
1978 Final de los Red Line
Abandono de los neumáticos de banda roja y distribución de modelos en siete series temáticas (Speedways Specials, Super Streeters, Oldies But Goodies, The Heavies, Drag Strippers, Rescue Team y Classy Customs).
1979 Scene Machines
Hot Wheels presenta los primeros vehículos de una licencia de entretenimiento, con el lanzamiento de ‘Scene Machines’. Los laterales de los autos incluían diseños basados en los famosos personajes de Marvel: Capitán América, Spiderman, Thor y Hulk. También se incluyeron imágenes basadas en los Cómics en el respaldo de los autos.
1980 Hi-Rakers y Workhorses
Lanzamiento de la serie Hi-Rakers y Workhorses .
1981 Cambios en el diseño
Se introducen ruedas más delgadas y un nuevo diseño en los ejes permitió a Hot Wheels hacerse con el título de «coches sin motor más rápidos».
Aparecen más personajes de Marvel en los modelos Heroes.
1982 Producción en Malasia
Inicio de la producción en Malasia.
1983 Real Riders
La línea Hot Wheels Real Riders incorpora llantas de goma reales. Un nuevo tipo de ruedas para la marca.
Lanzamiento de la serie Real Riders y comienzo de la producción en Francia y México (detenida en 1986).
1984 Serie Classics
Aparece la serie Classics que estaría hasta 1989. También aparece la serie Action Command de vehículos militares que iría hasta 1988.
1985 Empaque azul
El clásico empaque azul de Hot Wheels es lanzado este año y todavía es usado en la línea de básicos.
1986 Speed Demons
Hot Wheels Speed Demons entra al mercado. Es la primera línea de ficción de la marca, inspirada en monstruos, con nombres como; Double Demon, Fangster y Vampyra.
1987 Sharkruiser
Se lleva a cabo la primera convención Hot Wheels Collector en Toledo, Ohio organizada por Michael Strauss.
Se crea la primera versión del Hot Wheels Sharkruiser dentro de la línea de ficción. Este auto, inspirado en una fuerte mandíbula, todavía forma parte de la línea de básicos.
Paro de producción en Hong Kong.
1988 Color Racers
La magia de los ‘Color Racers’ llega a la línea Hot Wheels, y por primera vez, los niños pueden cambiar instantáneamente los colores, líneas, números y decoración de sus autos, con sólo sumergirlos en agua tibia o fría. Aparece Lamborghini en modelos Hot Wheels con el Lamborghini Countach.

### Collectors Numbers
1989 Collectors Numbers
Adquisición de la firma británica Corgi Toys. Se lanzan 76 modelos de la lista básica.
1990 Purple Passion
Larry Wood diseña el Purple Passion, un nuevo auto de la línea Iconic Hot Wheels Originals, inspirado en un Mercury 49. Los coleccionistas corren a las tiendas, volviéndolo un éxito casi instantáneo.
Lanzamiento de la serie Aduanas de California. Aparecen dos modelos de la serie The Simpsons.
1991 El coche Mil millones
Hot Wheels crea su auto número 1 billón y para conmemorar este hecho, la marca lanza la ‘Billionth Car Collection’ con cuatro diferentes Corvettes color plata y oro: Split Window Corvette 63, Corvette Stingray 68, Corvette Hardtop 80s, Custom Corvette Convertible.
Aparece Heroes on Hot Wheels son un conjunto de 12 cintas de video VHS con dos dibujos animados de Hot Wheels de aproximadamente 45 minutos, empaquetadas con un exclusivo auto Hot Wheels que no se vendió por separado.
1992 Producción en China
Inicio de la producción en China. Lanzamiento de los primeros modelos producidos en edición limitada (12,000 copias en lugar de la serie normal de 200,000).
Aparecen los modelos Gleam Team.
1993 25 años de Hot Wheels
Se conmemora el 25° aniversario con una edición especial de modelos.
Aparece el Oscar Mayer Wienermobile. También aparecen modelos de la película Demolition Man.
1994 Logotipo en los modelos
Colocación sistemática del logotipo de la marca (una llama que rodea una rueda) en una ubicación en cada miniatura.
Hot Wheels realiza unos modelos de 5 pack para la Copa Mundial de Fútbol celebrada en Estados Unidos.
1995 Treasure Hunts
Hot Wheels lanza ‘Treasure Hunts’. Esta colección limitada con diseño Spectraflame y decoración diferente, incluía una franja verde en el empaque, con el nombre ‘Treasure Hunts’, eran especialmente populares entre los coleccionistas. Estructuración de la gama en cuatro series:
- Primeras ediciones para los nuevos modelos.
- Treasure Hunt para las variantes existentes en edición limitada.
- Segment Series para las variantes de los modelos en doce grupos de cuatro miniaturas.
- Regular Line para las otras variantes.

1996 Space Series
Hot Wheels lanza Space series.
1997 Legends to Life

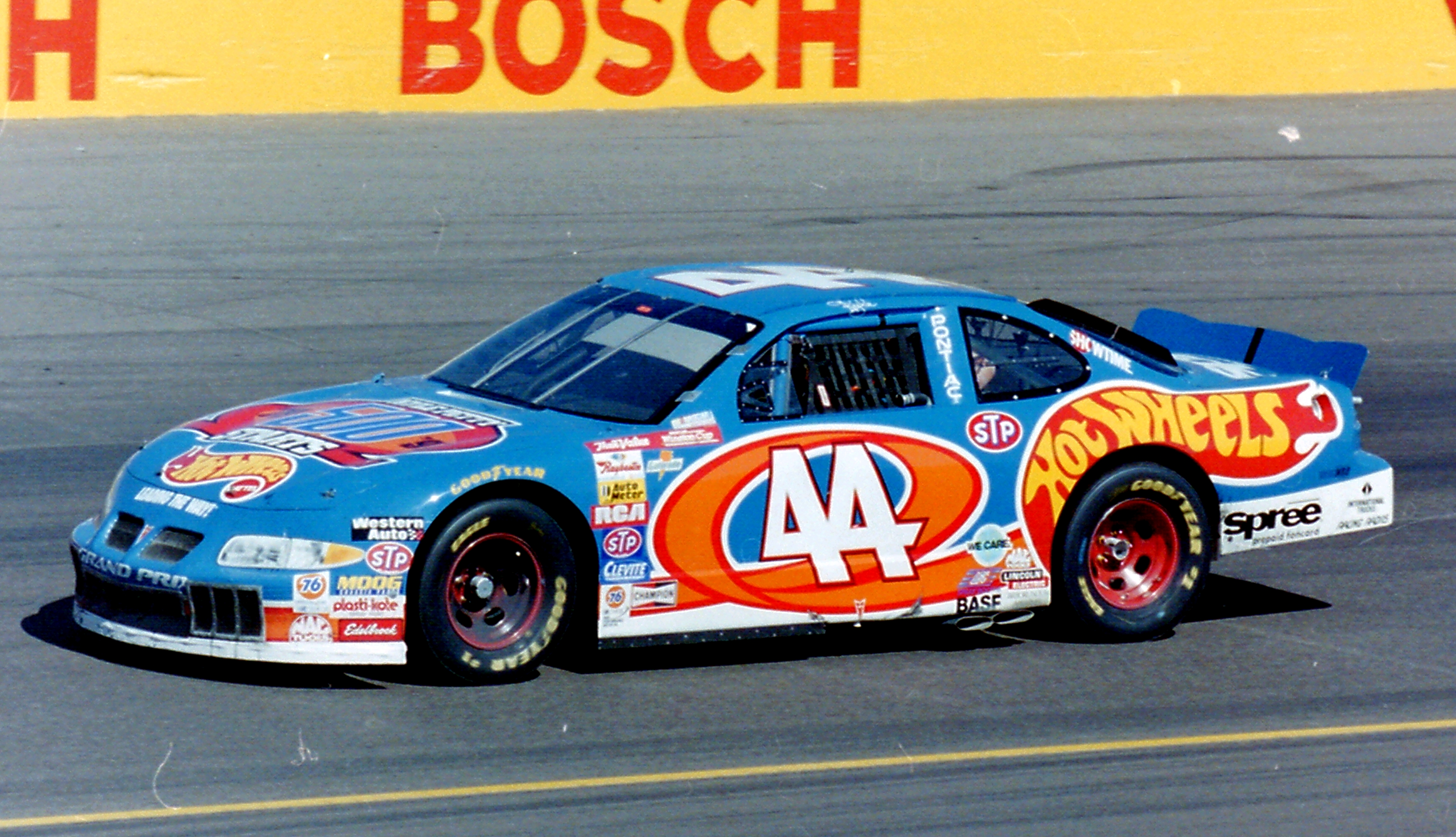
Hot Wheels en NASCAR

Hot Wheels lanza la línea ‘Legends to Life’ en alianza con los pilotos de la NASCAR, Kyle Petty y Jackson Baldwin, siendo la primera vez que se fabrican autos inspirados en la NASCAR. Lanzamiento de la serie Hot Wheels Collectibles, cuyos modelos muy detallados están destinados a coleccionistas. Adquisición de la firma Tyco propietaria de la marca Matchbox. Serie Biff! Bamm! Boom! Series., Spy Print Series, Rockin' Rods Series también aparecen los X- Raycers caracterizados por tener partes transparentes.
1998-1999 30 años de Hot Wheels
Firma de un acuerdo exclusivo mundial con el fabricante de Ferrari para la reproducción en todas las escalas de todos los modelos de la famosa firma italiana que se vence en 2014.
2000- 2001 Primer Hot Wheels en tamaño real
Se crea el primer auto Hot Wheels tamaño real: el Hot Wheels Twin Mill. La marca devela esta réplica del Hot Wheels twin-engine a escala real en el SEMA Show de 2001.
Se lanza HotWheelsCollectors.com. El sitio web cuenta con una opción de compra directa en línea y un foro para hablar sobre su pasión por los productos Hot Wheels.
2002 Red Line Club
HotWheelsCollectors.com establece el Red Line Club, un grupo sólo para miembros especiales con autos prémium y contenido exclusivo. El Red Line Club se mantiene activo hoy en día, con la venta de membresías anuales.
2003 Primer Batimóvil
La marca devela una versión tamaño real del Hot Wheels Deora II para celebrar su 35° aniversario.
Este mismo año debuta el primer Batimóvil de Hot Wheels, siendo el auto de juguete con una licencia de entretenimiento más vendido hasta ahora.
Lanzamiento de la película Hot Wheels World Race.
2004
Lanzamiento de 100 modelos completamente nuevos en el año (el ritmo habitual es de 36).
2005 AcceleRacers
Hot Wheels lanza las películas AcceleRacers (continuación de World Race).
2008 40 años de Hot Wheels
Hot Wheels celebró la fabricación de su automóvil número 4000 millones con la producción de un modelo Dragster con diamantes por un valor de US $140.000. Tenía 2700 chips de diamante, un total de casi 23 quilates, y fue fundido en oro blanco, con rubíes que sirven como luces traseras.
2010 Character Cars
Hot Wheels presenta la primera línea ‘Character Cars’ con el lanzamiento de la línea inspirada en los personajes de Toy Story. Desde entonces, Hot Wheels ha creado más de 200 autos inspirados en personajes del entretenimiento. Lanzamiento de la serie Battle Force 5.
2011 Hot Wheels Fearless versión 500
Como parte del evento Hot Wheels Fearless versión 500, Tanner Foust, piloto de Rallycross logra un exitoso salto de rampa a rampa, con una distancia de más de 100 m Tanner rompe el récord anterior por más de 9 m en el 100° aniversario de la Indianápolis 500. Aparece la réplica de Volver al futuro.
2012 Double Loop Dare

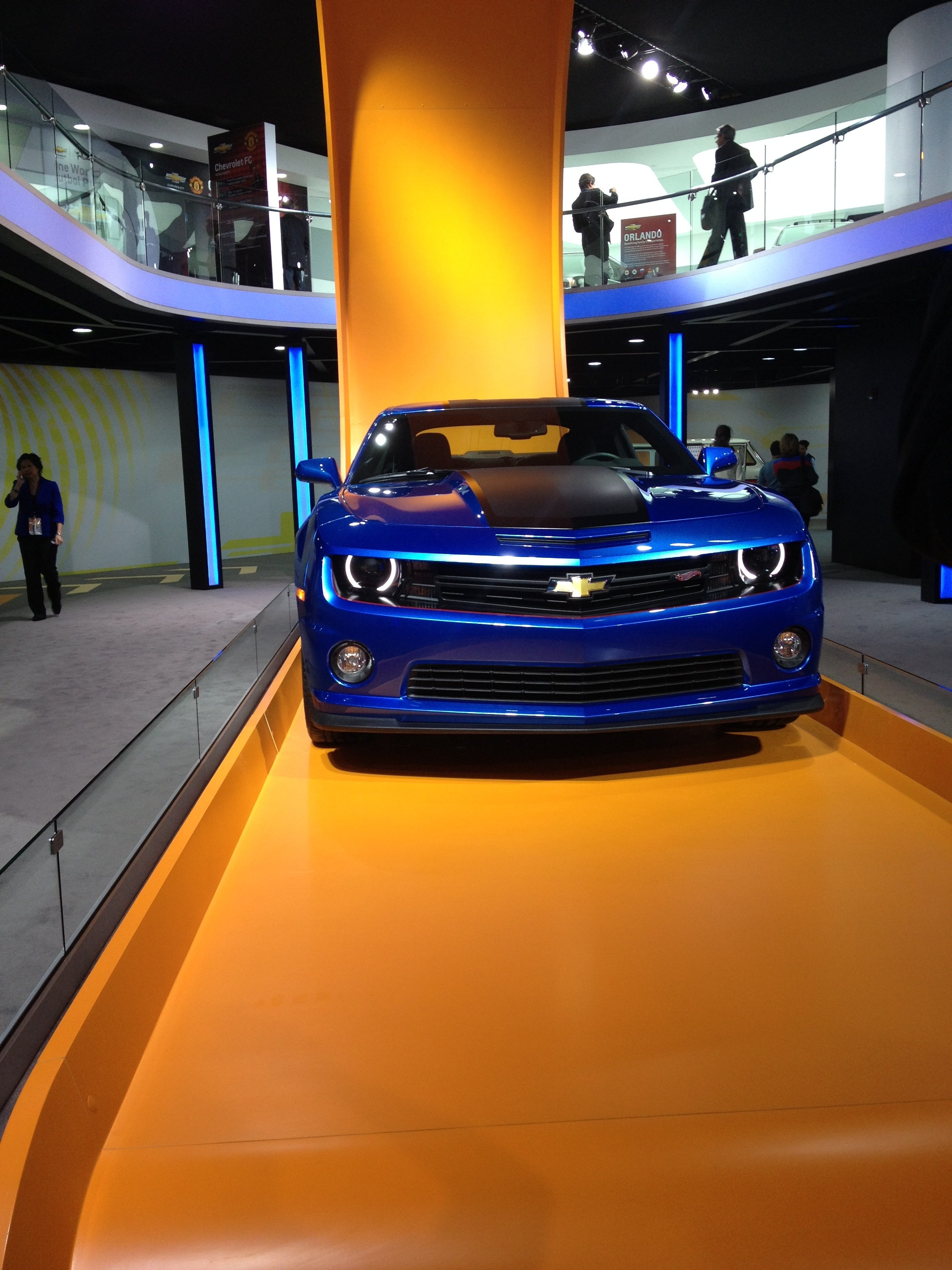
2013 Chevrolet Camaro

Los pilotos Greg Tracy y Tanner Faust, logran un récord Guinness girando simultáneamente en un looping vertical de 18 m durante los X Games en Los Ángeles. Llamado el ‘Double Loop Dare’ y construido con una réplica de tamaño real de la pista color naranja, este evento que desafía la gravedad y recibe miles de espectadores para ver un reto de 2 pilotos, único en su clase.
Hot Wheels impone su tercer récord mundial en 18 meses, cuando el piloto Brent Fletcher completa un salto de rampa a rampa con un giro de 360°, a una distancia de 28 m, en el Hot Wheels Buggy.
Aparece el modelo del Volkswagen Beetle.
2013 Primer auto Hot Wheels de tamaño real para la venta
Se fabrica el primer auto Hot Wheels de tamaño real para venta al público, y sale a la venta el Hot Wheels Chevrolet Camaro 2013 Edición Especial.
2015 Midas Monkey
Hot Wheels, en alianza con el programa Fast ‘N Loud de Discovery Channel, reta al equipo de Gas Monkey Garage a crear una versión tamaño real de un auto Hot Wheels, con la opción de ser producido a escala por la marca. Inspirados en el icónico Custom Corvette 68, de ‘The Sweet 16’, The Gas Monkey Garage creó el ‘Midas Monkey’. El auto formó parte de la línea de 2016. Aparece Porsche Series con 8 modelos.
2016 Hot Wheels Race-Off
Hot Wheels reta a Gas Monkeys Garage de nuevo para crear un auto que fuera parte del Red Line Club. Gas Monkeys cumplieron nuevamente con el Ford Econoline 1963, rebautizado ‘HI Po Hauler’.
El canal de YouTube de Hot Wheels alcanza los 2.2 billones de vistas de contenido de la marca.
El juego para dispositivos móviles ‘Hot Wheels Race-Off’ se convierte en la aplicación de juegos de carreras #1 en más de 100 países, y la aplicación de Hot Wheels número 1 a nivel mundial*.
La icónica nave X-Wing de Star Wars se transforma en un auto de carreras para la Comic-Con de San Diego.
En alianza con Microsoft, Forza lanza un set de vehículos, convirtiéndose en uno de los sets más vendidos hasta el momento.
Hot Wheels reproduce los Porsche del coleccionista Magnus Walker. Aparece la Soccer Serie con 8 modelos.
2017 Custom Camaro en tamaño real
Para empezar la celebración por el 50° aniversario, Hot Wheels se alía con Chevrolet para lanzar una versión tamaño real del Camaro. El Custom Camaro fue el primer auto creado por Hot Wheels, como parte de ‘The Sweet 16’. Ahora los fanes pueden conseguir, tanto la versión tamaño real, como la versión a escala e incluirlas en sus estacionamientos a escala, o reales.
Hot Wheels expandió su alianza con la plataforma de videojuegos más prestigiosa en el mundo, lanzando una nueva Edición Especial Xbox + FORZA Hot Wheels Bundle.
Hot wheels se expande y crea una alianza con la empresa Gameloft para una actualización hacia Asphalt 8 Airborne dónde miramos autos originales como el Twil Mill.

### 50 años de Hot Wheels
2018 50 años de Hot Wheels
Hasta el momento se han producido 6000 millones de unidades, Mattel produce casi 17 Hot Wheels por segundo y cerca de 519 millones por año. Además, la sección de 'pistas', fabrica 9.656 km cada año.
Para celebrar los 50 años se producen cinco réplicas de los originales Sweet 16 de 1968, y Chevrolet presentara un Camaro edición 50 años de Hot Wheels, además se invita a los modificadores de autos para que presenten sus propuestas de automóviles en el mundial de tunning SEMA, las ganadoras se presentaran en autos producidos por la marca.
Se ponen en el mercado dos colecciones conmemorativas: Black and Gold y la colección vehículos 50 aniversario. Se lanza el modelo Zoom In que puede llevar una Go Pro.
Un auto de Hot Wheels viaja al espacio, se trata del modelo Tesla Roader en el tablero de un verdadero Tesla Roadster que fue enviado al espacio a bordo del cohete Falcon Heavy de SpaceX.
Se conmemoran los 90 años de Mickey Mouse con una serie de ocho modelos.
2019 Mario Kart y Toy Story 4
Aparece Mario Kart en los modelos de Hot Wheels con ocho personajes. Y se lanza la serie de Toy Story 4 con ocho modelos.
2020
Modelos de los Juegos Olímpicos de Tokio 2020.

Se construyó la pista de Hot Wheels más larga del mundo de 663,298 m de longitud, por una empresa de ingeniería estadounidense.

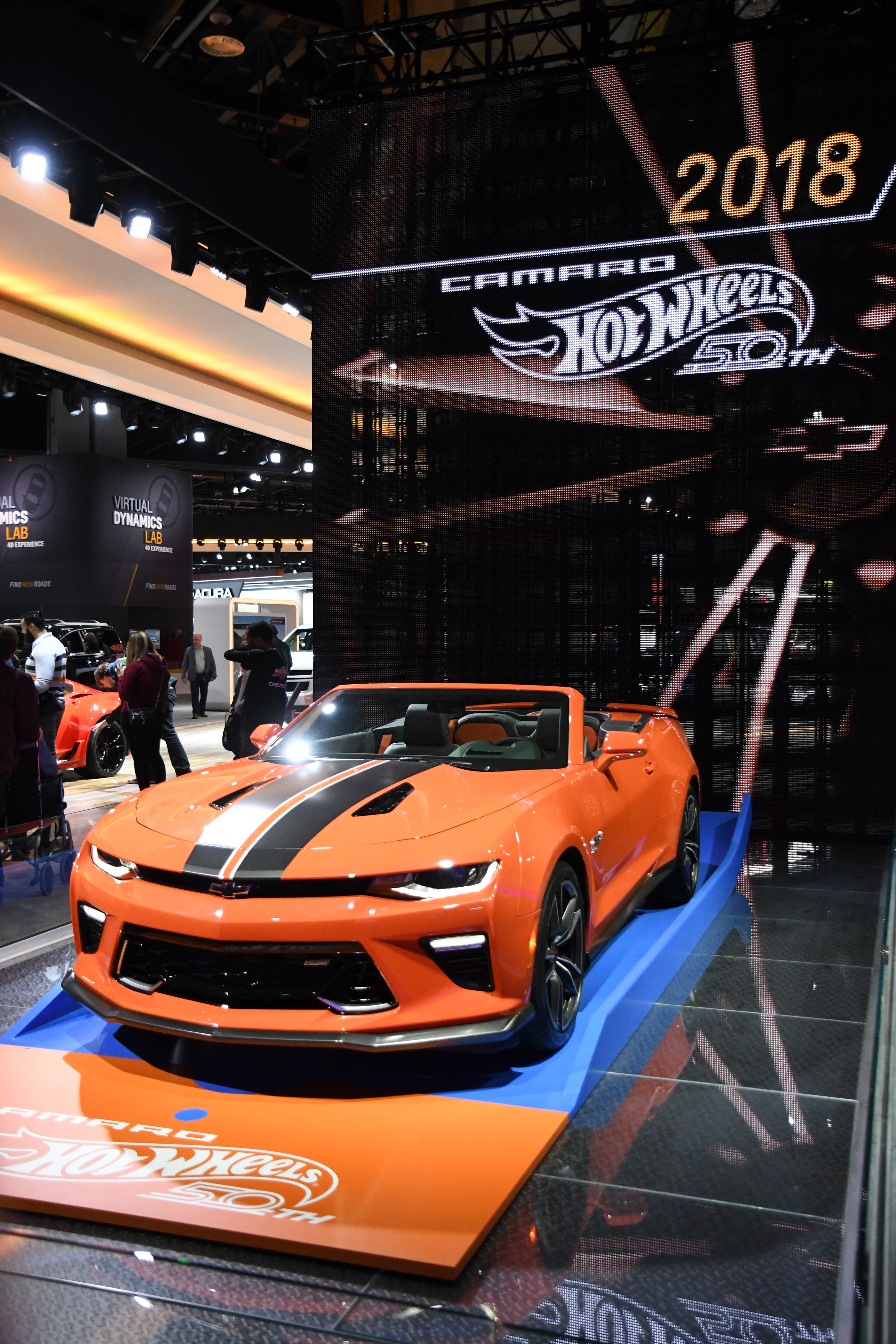
Hot Wheels Camaro 2018
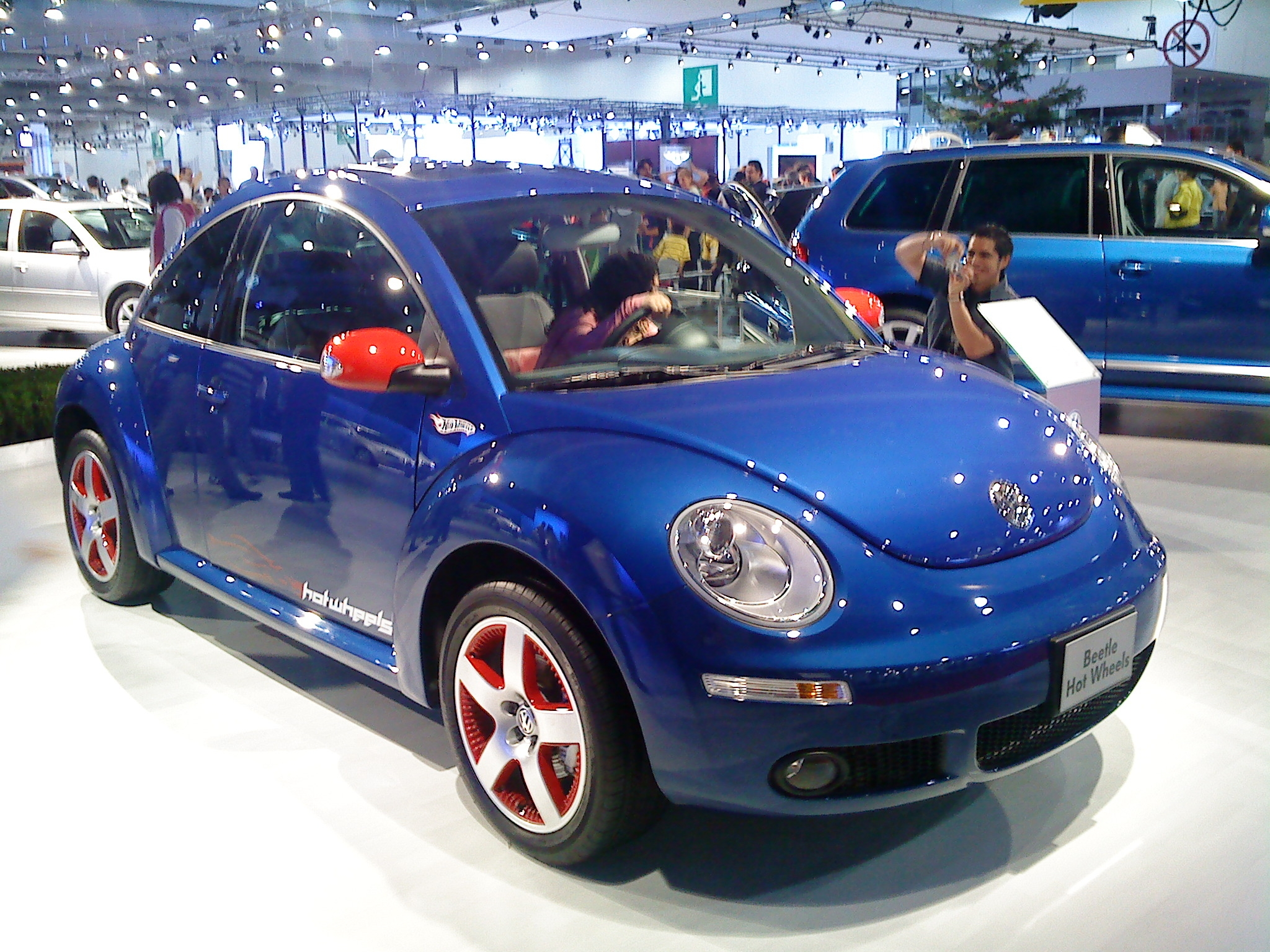
VW New Beetle Hot Wheels
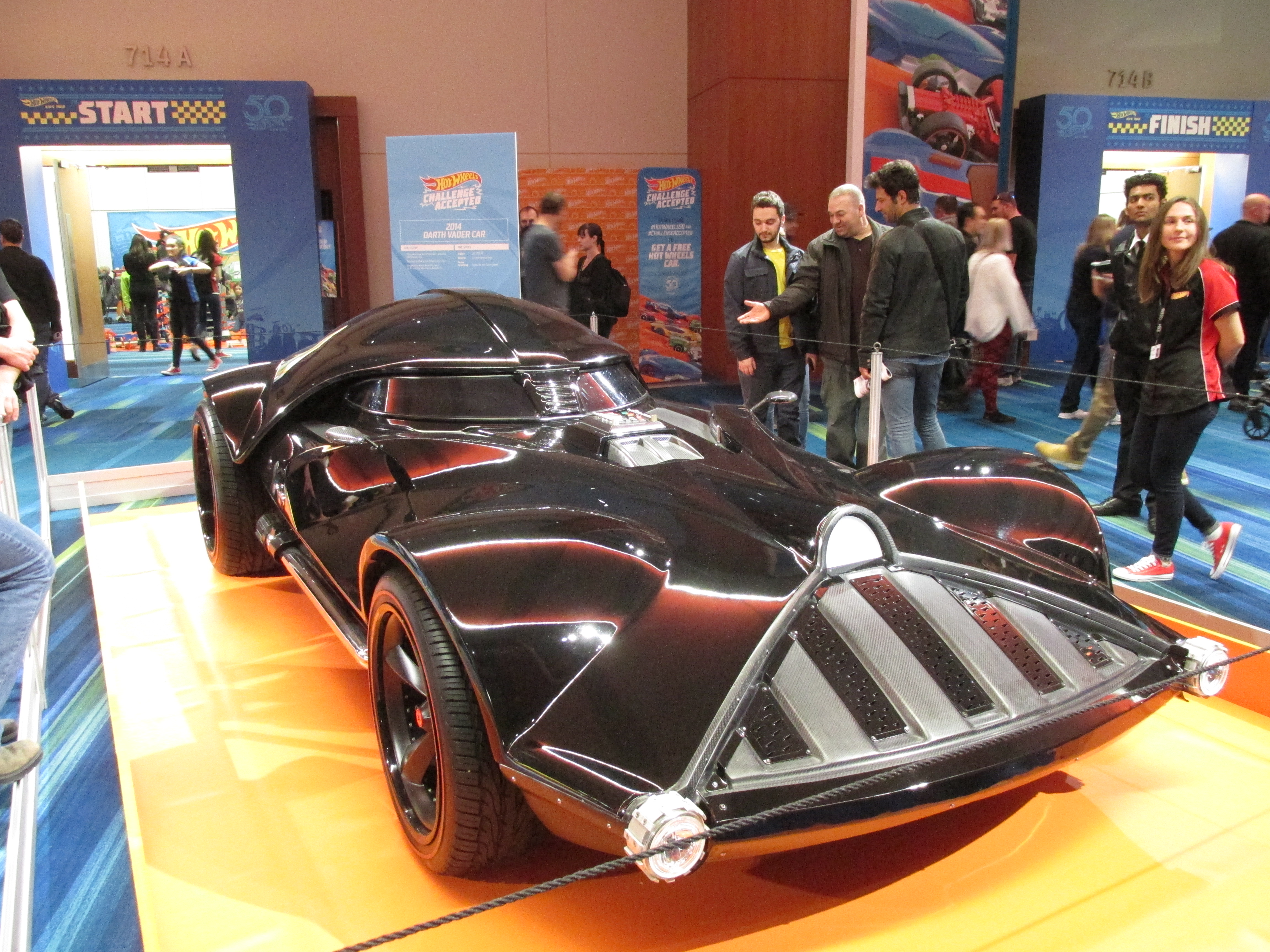
2014 Darth Vader Hot Wheels

## Coleccionismo
La principal función de estos autos es el coleccionismo. Divididos en series, cada año salen a la venta varias decenas de autos, generalmente los first edition, los cuales son completamente nuevos y los demás que ya han aparecido en años anteriores aplicando nuevos emblemas o colores con respecto a los que tenían el año anterior.
Desde el 2000 se coleccionan autos como de AceleRacers, los Track Stars o algunos de películas y series. Hay una gran comunidad de coleccionistas que se dedican a intercambiar y vender sus piezas coleccionables, tanto de series de TV como modelos escasos entre la comunidad coleccionista.
La bomba azul de la playa, de Hot Wheels. Ha sido el modelo a escala más costoso de la marca pues se vendió en más de 72.000 dólares.
Así, niños y adultos fueron coleccionando las diferentes ediciones de la marca cada década. Una de las colecciones más caras pertenece al súper coleccionista de Hot Wheels Bruce Pascal. Hoy en día está valorada en más de 1 millón de dólares.
El garaje Hot Wheels cuenta con una colección de casi 20 vehículos de la vida real inspirados en algunos de los juguetes más memorables de Hot Wheels.
Series Especiales
Hot wheels ha sacado a la venta series especiales basadas en series de televisión, películas, videojuegos, fabricantes de autos y sus aniversarios entre otros. por ejemplo: 
| Año  | Colección |
| ---- | --- |
| 2011 | Masters of the Universe, DC Comics, General Mills, Hershey's.                                                                          |
| 2012 | Hanna Barbera, Pin Up- Nose Art, Hershey's, Carvel Ice Cream, The Saturday Evening Post, Rock (Live Nation), DC Comics, Atari 2012.    |
| 2013 | Looney Tunes, The Muppets, Comic Books, DC Comics, General Mills, Rock (Live Nation), Universal Monsters, Archie, Mars, Hanna Barbera. |
| 2014 | Looney Tunes, Just Born, Star Trek, Grateful Dead, Hanna Barbera, Marvel, General Mills, The Muppets, Peanuts.                         |
| 2015 | Bob Esponja, M&M Mars, Batman, Marvel, Star Wars, Super Mario Bros.                                                                    |
| 2016 | Star Trek, Marvel, Nestle, DC Comics, Peanuts, Ralph McQuarrie Star Wars.                                                              |
| 2017 | Nestle, The Beatles, Women of Marvel, MAD Magazine, Bounty Hunter Series, Scooby Doo.                                                  |
| 2018 | Nestle, Alex Ross DC Heroes, Disney, Marvel, Street Fighter.                                                                           |
| 2019 | Disney, X-Men, Star Wars, The Beatles,X-Men.                                                                                           |
| 2020 | Batman, Led Zeppelin, Disney, Rick and Morty.                                                                                          |

Existen ediciones limitadas en Estados Unidos como: Ultra hots, Classics, Super Chromes, Flying Customs, Real Riders, Bullrun, G machines, Kalif Kustoms, Street show, Since ‘68, y anteriores como Editors Choice, Hall Of Fame, Milestones, Prefferred Series, 100% HWs, Holidays, Cruisin America, Showcases, Easter Eggs, Halloween, así como ediciones de convenciones.
Hot Wheels Boulevard 100 años Chevrolet, Ford Performance, Ford 50 Anniversary, Camaro 50 Aniversary, Track Day, Pop Culture, Japan Historics, Car Culture como Euro Style, Trucks, Garage Series, Fast And Furious, Forza Motorsport, 007, Hot Wheels Racing, Hot Wheels Games Gold Series, y Lamborghini Series. También existen los 'Color Shifter ' que con la ayuda de agua los carros cambian de color.
- Hot Wheels ha promocionado con sus autos a varias empresas, entre ellas: Jack In The Box, Mcdonalds, Kellogg's, Kool-Aid, Penske, All Tune And Lube, Jiffy lube, US Army, Aqua Fresh, Toys R Us, HEB, Walgreens, Lexmark, Jcwhitney, Fish o Saurus, Pep Boys, Mother Wax, Malleco Towers, Unocal, Shell, Quaker State, Rexona, Loreal Kids; asimismo fabrica series especiales para tiendas departamentales que venden su línea de productos como: Walmart, Kmart, KB Toys, Fao Schwartz, Target, Sears, etc.

- Ha fabricado autos para sus convenciones y shows de clubes como el SEMA.

- Mattel / Hot Wheels realiza 2 Convenciones importantes en Estados Unidos, una al este y otra al oeste, la importante se realiza en octubre en California, por lo regular en Irvin California, la otra en algún lugar del este, que se llama los nacionales (HW Nationals).

- Las variaciones son parte del coleccionismo de los Hot Wheels, desde 1968 que salieron el mismo modelo de cada año de 1968 a 1972 en 16 variaciones de color, hasta nuestros días donde se encuentran muchas variaciones de cada carro en la serie básica.
- Desde 1985 han salido al mercado varias promociones y asociaciones de Kellogg's y Hot Wheels.[56]
- Hot Wheels realiza un modelo edición especial de la Federación Mexicana de Fútbol en 2014.[57]

## Películas y series

### Largometrajes
- 2003: Hot Wheels - World Race (título original: Hot Wheels Highway 35 World Race), de Andrew Duncan y William Gordon.[37]
- 2005: Hot Wheels Acceleracers 1 - Firing (título original: Ignition), Andrew Duncan y Gino Nichele. Duración de 60 min.
- 2005: Hot Wheels Acceleracers 2 - Velocidad del Silencio (título original: The Speed of Silence), Andrew Duncan y William Gordon. Duración de 66 min.
- 2006: Hot Wheels Acceleracers 3 - Break Point (título alternativo: Situación extrema título original: Breaking Point), por William Lau. Duración de 61 min.
- 2006: Hot Wheels Acceleracers 4 - Ultimate Race (título original: The Ultimate Race), de Andrew Duncan. Duración de 61 min.

### Series de televisión
- 1969-1971: Hot Wheels (serie caricaturas de la mañana emitida por ABC).[58]
- 2009: Hot Wheels: Battle Force 5[59]
- 2010: Hot Wheels: Battle Force 5 Fused
- 2021: Hot Wheels City
- 2024: Hot Wheels Let's Race

## Videojuegos
Varios videojuegos basados en Hot Wheels han sido lanzados para numerosas consolas:
- Hot Wheels (1984), lanzado para el Commodore 64 .
- Hot Wheels Custom Car Designer (1997), lanzado para Microsoft Windows .[60]
- Hot Wheels Stunt Track Driver (1998), lanzado para Microsoft Windows y posterior para Game Boy Color .
- Hot Wheels Turbo Racing (1999), lanzado para la Nintendo 64 y PlayStation.
- Hot Wheels: Crash! (1999), lanzado para Microsoft Windows.
- Hot Wheels: Slot Car Racing (2000), lanzado para computadora personal.[61][62]
- Hot Wheels Stunt Track Driver 2: Get'n Dirty (2000), lanzado para computadora personal.
- Hot Wheels Micro Racers (2000), lanzado para Microsoft Windows.
- Planet Hot Wheels (2001), un juego en línea multijugador masivo para Microsoft Windows y Mac OS.
- Hot Wheels Mechanix (2001), lanzado para Microsoft Windows.[63]
- Hot Wheels Extreme Racing (2001), lanzado para PlayStation.
- Hot Wheels Jetz (2001), lanzado para Microsoft Windows.[64][65]
- Hot Wheels: Burnin 'Rubber (2001), lanzado para Game Boy Advance.
- Hot Wheels: Williams F1 Team Driver (2001), lanzado para Microsoft Windows.
- Hot Wheels: Bash Arena (2002), lanzado para la computadora personal.[66]
- Hot Wheels Velocity X (2002), lanzado para Game Boy Advance, Microsoft Windows, Nintendo GameCube y PlayStation 2.
- Hot Wheels: World Race (2003), lanzado para Game Boy Advance, Microsoft Windows, Nintendo GameCube y PlayStation 2.
- Hot Wheels: Stunt Track Challenge (2004), lanzado para Game Boy Advance, Microsoft Windows, PlayStation 2 y Xbox.
- Hot Wheels: All Out (2006), una combinación de Hot Wheels: World Race y Hot Wheels: Stunt Track Challenge, lanzado para Game Boy Advance.[67][68]
- Hot Wheels Ultimate Racing (2007), lanzado para PlayStation Portable.
- Hot Wheels: Beat That! (2007), lanzado para Microsoft Windows, Nintendo DS, PlayStation 2, Wii y Xbox 360.
- Hot Wheels Battle Force 5 (2009), lanzado para Nintendo DS y Wii.
- Hot Wheels Track Attack (2010), lanzado para Nintendo DS y Wii.
- Hot Wheels: World's Best Driver (2013), lanzado para iOS, Nintendo 3DS , Microsoft Windows, PlayStation 3, Wii U y Xbox 360.[69]
- Hot Wheels Showdown (2014), lanzado para dispositivos móviles (Android e iOS).[70]
- Hot Wheels: Race Off (2017), lanzado para dispositivos móviles (Android e iOS).[71][72]
- Hot Wheels Infinite Loop (2019), lanzado para dispositivos móviles (Android e iOS).
- Rocket League (2015), dos autos (junto con otros artículos cosméticos de la marca Hot Wheels) lanzados en 2017 como DLC.
- Forza Horizon 3: Hot Wheels (2017), lanzado como un paquete de expansión para Forza Horizon 3 (2016) en Microsoft Windows 10 y Xbox One, en asociación con Microsoft Studios.[73]
- Need for Speed: No Limits (2017), lanzado como contenido descargable para Need for Speed: No Limits (2015) en Google Play para Android y en la App Store para iOS, en asociación con Jun Imai y Mattel, específicamente, a través de una actualización parche que se llamó Hot Wheels en la versión 2.0.6 del juego que se lanzó el 9 de marzo de 2017.[74]
- Asphalt 8 (2017) Mattel ha otorgado el uso de la marca a Gameloft para la creación de un evento temporal en 2017 dentro de Asphalt 8.[75]
- Hot Wheels Unleashed (2021), lanzado para PlayStation 4, Xbox One, PlayStation 5, Xbox Series S, Xbox Series X y Nintendo Switch.[76]
- Forza Horizon 5: Hot Wheels (2022), lanzado como un paquete de expansión para Forza Horizon 5 (2021) en Microsoft Windows 10 y 11, Xbox One, Xbox Series S y Xbox Series X.[77]
- Hot Wheels Unleashed 2: Turbocharged (2023), lanzado para PlayStation 4, Xbox One, PlayStation 5, Xbox Series S, Xbox Series X y Nintendo Switch.[78]

## Adaptación cinematográfica de acción real
El 30 de enero de 2003, Columbia Pictures anunció que había obtenido los derechos exclusivos para desarrollar un largometraje basado en la línea de juguetes Hot Wheels con McG como director. Aunque no estaba escrito, la premisa involucraba a un joven "tratando de reconciliarse con su padre. Es un niño que roba el auto de carreras de su padre y termina atravesando una especie de portal de Back to the Future hacia este mundo, y tiene que reconciliar su relación con su padre". En 2006, McG dijo que abandonó su trabajo como director y eligió producirla. La película iba a ser producida por Columbia Pictures, Flying Glass of Milk Films y Silver Pictures, bajo licencia de Mattel.
En 2009, sin novedades, la película fue puesta en marcha y los derechos fueron transferidos a Warner Bros. Pictures. Joel Silver se hizo cargo de la producción con Matt Nix escribiendo el guion.
El 17 de junio de 2011, se anunció que Legendary Pictures estaba desarrollando una película basada en Hot Wheels debido al éxito de Fast Five al desarrollar una película más atrevida. El 10 de julio de 2013, Simon Crane y Juan Carlos Fresnadillo fueron nombrados como los favoritos para dirigir la película, con Art Marcum y Matt Holloway escribiendo la película, destinada a ser más Misión: Imposible que Fast & Furious. El 28 de septiembre de 2016, Justin Lin firmó para dirigir la película, que se producirá a través de su compañía de producción Perfect Storm Entertainment. El 1 de agosto de 2017, Lin reveló que la película todavía estaba en desarrollo. Se especuló que la película se lanzaría como una secuela directa animada de Hot Wheels: World Race de 2003 y recibiría desarrollo de animación adicional de Playground Games, que previamente había colaborado con Mattel para lanzar una expansión para el videojuego Forza Horizon 3. Sin embargo, la opción expiró y regresó a Mattel.
A finales de enero de 2019, Mattel Films y Warner Bros. Pictures acordaron asociarse para una película de Hot Wheels. El 25 de septiembre de 2020, The Hollywood Reporter anunció que Warner Bros. había contratado a Neil Widener y Gavin James para escribir la película.
El 25 de abril de 2022, se anunció que Bad Robot produciría la película. El 23 de enero de 2023, se anunció que Dalton Leeb y Nicholas Jacobson-Larson escribirían el guion de la película. El 7 de julio de 2025, Jon M. Chu fue contratado como director. Juel Taylor y Tony Rettenmaier también fueron contratados para trabajar en el guion.